# Mamadou Sakho
Mamadou Sakho (París, Francia, 13 de febrero de 1990) es un futbolista francés. Juega como defensa y su equipo es el F. C. Torpedo Kutaisi de la Erovnuli Liga.

## Trayectoria

### París Saint-Germain
Sakho es conocido por sus credenciales de liderazgo, el motor de su incansable actitud trabajadora, y su capacidad de dirigir en el campo de juego a su equipo. También ha sido elogiado por sus "cualidades físicas y tácticas". Sakho es también conocido por sus peinados excéntricos y se ha ganado el apodo de Kirikou por los seguidores del club.
Mamadou Sakho también tiene una muy buena relación con el exfutbolista de su país Lilian Thuram. Sakho ha sido internacional con Francia. Se inició en la selección sub-21, en calidad de capitán. Luego fue convocado a la selección absoluta en agosto de 2010 y en noviembre de 2010 debutó contra Inglaterra.
Ha ganado 2 copas (ambas con el Paris Saint-Germain): La Coupe de la Ligue en el 2008 y la Coupe de France en el 2010.
Entre sus distinciones individuales están: Elegido por la UNFP como el mejor jugador joven en la temporada 2010-2011 y Elegido por la UNFP para estar en el equipo ideal de la Ligue 1 en la temporada 2010-2011.

### Liverpool F. C.
El 31 de agosto de 2013 fue traspasado al Liverpool FC en el final del período de traspasos por 17 millones de euros.

### Acusación de dopaje
El 23 de abril de 2016 Sakho dio positivo en un test antidopaje, por lo que el Liverpool F.C. lo apartó de inmediato. Al mantener la UEFA abierta la investigación, Mamadou Sakho no pudo jugar con la selección francesa de fútbol en la Eurocopa 2016. Tras ser declarado inocente, sus abogados decidieron demandar a la Agencia Mundial Antidopaje por el perjuicio ocasionado.

## Selección nacional
El 13 de mayo de 2014, el entrenador de la selección francesa Didier Deschamps incluyó a Sakho en la lista final de 23 jugadores que representarán a Francia en la Copa Mundial de 2014:

### Participaciones en Copas del Mundo
| Mundial                        | Sede   | Resultado        | Partidos | Goles |
| ------------------------------ | ------ | ---------------- | -------- | ----- |
| Copa Mundial de Fútbol de 2014 | Brasil | Cuartos de final | 4        | 0     |

## Clubes
| Club                      | País       | Año           | Partidos | Goles |
| ------------------------- | ---------- | ------------- | -------- | ----- |
| Paris Saint-Germain F. C. | Francia    | 2007-2013     | 201      | 7     |
| Liverpool F. C.           | Inglaterra | 2013-2017     | 80       | 3     |
| Crystal Palace F. C.      | Inglaterra | 2017-2021     | 75       | 1     |
| Montpellier H. S. C.      | Francia    | 2021-2023     | 50       | 1     |
| F. C. Torpedo Kutaisi     | Georgia    | 2024-presente | 13       | 0     |

## Palmarés

### Títulos nacionales
| Título                     | Club                      | País    | Año  |
| -------------------------- | ------------------------- | ------- | ---- |
| Copa de la Liga de Francia | Paris Saint-Germain F. C. | Francia | 2008 |
| Copa de Francia            | Paris Saint-Germain F. C. | Francia | 2010 |
| Ligue 1                    | Paris Saint-Germain F. C. | Francia | 2013 |
| Supercopa de Francia       | Paris Saint-Germain F. C. | Francia | 2013 |